# 日曜日だョ!ドリフターズ!!
『日曜日だョ!ドリフターズ!!』（にちようびだョ ドリフターズ）は、1971年4月25日から同年10月17日まで日本テレビ系列局で放送されていたバラエティ番組である。日本テレビと渡辺プロダクションの共同製作。全26回。放送時間は毎週日曜 19:00 - 19:56 （日本標準時）。
番組のタイトルロゴは「日曜日だョ ドリフターズ!!」であるが資料によっては「日曜日だヨ・ドリフターズ!!」「日曜日だョ・ドリフターズ!!」と表記される場合もある。

## 概要
渡辺プロが強引にTBSの『8時だョ!全員集合』を一時休止してまで製作したと言われている、ザ・ドリフターズがメインの公開生番組である。
『全員集合』のプロデューサーだった居作昌果によると、当時の渡辺プロ社長である渡辺晋から「全員集合は1971年3月いっぱいで一旦休止。4月から半年間だけ、ドリフは日本テレビで1時間の生放送（→本番組）、TBSの土曜夜8時はクレイジー・キャッツ（→『8時だョ!出発進行』）で行く」との通告があった際、TBS内部は居作曰く「蜂の巣をつついたような大騒動」になったという。だが結局は、居作の「NTVで新番組をやっても、絶対に『全員集合』にはなりません。ドリフが出ているだけで高視聴率になるほど世の中甘くはない。（ドリフがいないのは）たった半年じゃないですか。『全員集合』は、その先何年でも頑張れるはずです」という意見を編成局長が受け入れ、『全員集合』の半年間休止が決定。本番組の開始に至った。
『全員集合』の二番煎じと評され、さらに大掛かりなセットやバンド演奏による生BGMなど制作費が大幅に掛かることが日本テレビの幹部に嫌われ、結局当初の予定通りの半年間の放送に留まり、ドリフターズはTBSで『全員集合』を再開することになった。
本番組のフォーマットは『全員集合』と類似。6つのコーナーで構成され、各コーナー間にはゲスト歌手による歌の披露があった。本番組のセットは、後に同局の『ハッチャキ!マチャアキ!!』や『金曜10時!うわさのチャンネル!!』に流用された。
番組は、いかりや長介と観客による以下の掛け声で始まっていた。
いかりや：「今日は何曜日?」
観客：「日曜日!」
いかりや：「じゃあ、今何時?」
観客：「7時!」
いかりや：「行こうかー!」
観客：「行こうー!」
テーマソングは、オープニング・エンディングともに軍国歌謡の「月月火水木金金」の替え歌（同局の『ドリフのドパンチ!学園』のエンディングテーマや後年のフジテレビ『ドリフ大爆笑』の初期オープニングテーマにも同曲の替え歌が使われていた）。なおエンディングでは、イントロ部と間奏部に「ドリフのビバノン音頭」（いい湯だな）のイントロ部を挿入し、加藤茶が『全員集合』同様、子供の視聴者に「宿題やれよ!」「冷たい物食べ過ぎるなよ!」などと呼びかけていた。
なお第1回は放送ライブラリーにあるが、いかり矢長介とクレジットされている。

## 出演者
- ザ・ドリフターズ（いかりや長介、荒井注、高木ブー、仲本工事、加藤茶）
- ゴールデンハーフ[1]
- 日劇ダンシングチーム

## スタッフ
- 作・構成：塚田茂、前川宏司、福地美穂子、滝沢おさむ、雨宮雄児、マンガ太郎、スタッフ東京 ほか
- 音楽：森岡賢一郎
  - 演奏：森剛康とゲイスターズ
- 振付：西条満、小井戸秀宅
- 演出：白井荘也
- プロデューサー：秋元近史
- 制作：渡辺プロダクション
- 製作著作：日本テレビ

## コーナー
- オープニングコント - 『全員集合』のオープニングコントと同様の構成。
- 加トちゃんのお絵かき教室 - マンガ太郎考案の絵描き歌を加藤茶が描く。
- いかりや刑事の取調室 - ゲストに対して刑事役のいかりやが取り調べる。調書担当巡査役の仲本工事が時折暴走する。最後に判決が言い渡される。
- 後半ショートコント集 - 『全員集合』と違い、毎回一つのテーマに沿って演じる。合間に日劇ダンシングチームの踊りが入る。

## 放送局
特記の無い限り全て放送時間は日曜 19:00 - 19:56、同時ネット。
- 日本テレビ（制作局）
- 札幌テレビ[9]
- 青森放送[10]
- 秋田放送[11]
- 山形放送[12]
- ミヤギテレビ[13]
- 北日本放送[14]
- 福井放送[14]
- 山梨放送[15]
- 中京テレビ[16]
- 読売テレビ
- 日本海テレビ[17]

- 西日本放送[18]
- 広島テレビ[18]
- 山口放送[19]
- 四国放送[20]
- 南海放送[19]
- 高知放送[19]
- 福岡放送[21]
- テレビ長崎[21]
- テレビ熊本[21]
- テレビ大分[22]
- テレビ宮崎[23]
- 鹿児島テレビ[23]

## 備考
- サブタイトルは当時ドリフが流行らせていた「マンネン」が語尾に付いていたが、やがて「だよ全員集合」に変わった。
- オープニングでドリフが着用していた衣装は色違いのジャージで、札幌冬季オリンピックのエンブレムが腕に付けられていた。
- エンディングでは生放送である事を利用し、いかりやが気象関連などの情報を視聴者に呼び掛けていた。また、放送期間がナイターシーズンである事も利用し、直後にプロ野球ナイター中継（当時の放送枠は20:00 - 21:26）が行われる際には、いかりやがナイター関連の情報を伝えていた。
- 和田アキ子、辺見マリ、岡崎友紀がゲスト出演した放送第1回は、神奈川県横浜市の放送ライブラリーにおいて視聴ができる[1]。なおこの回では、仲本工事が悪ガキに扮して「長介人形」を持つといった、『全員集合』のスピンオフコントも見られた。
- 『全員集合』第1期打ち切りから本番組開始まで3週間ほど期間が空いていた。一方、『全員集合』再開時において本番組はまだ放送中であり、2週間ほど同一週に2つのドリフ公開生番組が視聴できた。
- この番組の終了後の日本テレビの日曜夜7時台は再び30分番組2本に戻ったが、1994年5月の「投稿!特ホウ王国」の開始で1時間番組が復活。2024年12月現在の「ザ!鉄腕!DASH!!」まで1時間番組が続いている。

## 参考資料
- 8時だョ!全員集合伝説（1999年、双葉社発行、居作昌果著、ISBN 4575290165。双葉文庫版。2001年発行、ISBN 4575711950）
- ザ・テレビ欄0 1954〜1974（2009年8月31日、TOブックス発行、テレビ欄研究会編・著、ISBN 4904376102） - 1954年から1974年の間に発行された報知新聞東京本社版テレビ欄の一部を掲載（奥付に「協力：株式会社報知新聞社」のクレジットあり）。
- ザ・テレビ欄 大阪版 1964〜1973（2009年11月30日、TOブックス発行、テレビ欄研究会編・著、ISBN 4904376153） - 1964年から1973年の間に発行された報知新聞大阪本社版テレビ欄の一部を掲載（奥付に「協力：株式会社報知新聞社」のクレジットあり）。
- 放送ライブラリー公式ウェブサイト